# Большенабатовский
Большенабатовский — хутор в Калачёвском районе Волгоградской области России. Возник в 1755 году. Входит в состав Голубинского сельского поселения. Население 76 чел. (2010) .

## География
Расположен в степной зоне, в пределах Ергенинской возвышенности, на правом берегу Дона вблизи впадения устья реки Большая Голубая.
Абсолютная высота 54 метра над уровнем моря.

## Население
Население хутора в:
1821 году — 280 человек, 48 дворов;
1837 году — 180 человек, 37 дворов;
1859 году — 572 человека, 97 дворов;
1873 году — 639 человек, 118 дворов;

1985 году — около 300 человек;
| 2010 |
| ---- |
| 76   |

Гендерный состав
По данным Всероссийской переписи населения 2010 года в гендерной структуре населения из 76 человек мужчин — 43, женщин — 33 (56,6 и 43,4 % соответственно).
Национальный состав
Согласно результатам переписи 2002 года, в национальной структуре населения
русские составляли 59 %, чеченцы 31 % из общей численности населения в 107 чел..

## История
Древняя история местности, где сейчас находится хутор Большенабатовский, включает в себя огромный пласт археологических культур. Здесь за тысячи лет жили сменяя друг друга с каменного века многие племена и народы: неандертальцы, кроманьонцы собиратели и охотники, а примерно 5000-6000 тысяч назад с востока на запад проследовали (и ненадолго задержались) индоевропейцы, предки народов современной западной Европы. В обратном направлении, примерно 3300-3700 лет тому назад, через Большую излучину Дона мигрировали древние Арии на своем пути в Индию и Иран. Эти огнепоклонники оставили свой впечатляющий след — «Святилище Трёхостровское», расположенное в 40 километрах от хутора. Следующими обитателями этих мест стали восточные Скифы-кочевники, а затем Сарматы и Аланы. Эти любители строительства курганов создали и на Набатовской горе — небольшой Курган, который впоследствии Донские казаки окрестили — «Прощенный курган». Племена Аланов с этих мест, уже в начале нашей эры, прогнали Гунны, пришедшие с монгольских степей. За Гунами пришли Авары, они же Обры. Затем Тюрки, Огузы, Хазары, Булгары, Мадьяры-Угры, Печенеги, Торки, Половцы. А в 13 веке пришли полчища Татаро-монголов, основав Золотую орду, и надолго заселившие эти места. Тут побывали даже Турки-Османы в 1569 году, попытавшиеся построить Волго-Донской канал. При крушении Золотой орды Набатовские земли стали частью Крымского ханства. А с 16 века эти территории облюбовали Донские казаки.
Казачий хутор Набатовский основан казаками станицы Голубинской, примерно в 1755—1760 годах, сразу же после как была подписана грамота Донской Войсковой канцелярии «О строительстве и заселении новых хуторов» (от 23 декабря 1753 года). Ранее в Земле Донских казаков действовал запрет о возведении хуторов на основании грамоты № 66 царя Петра Первого «О разорении хуторов и пчельников на Дону» (от 21 августа 1718 года). Хутор Набатовский возник в устье буерака Набатов и получил такое название. В 1980-х годах в хуторе был найден «пятак» Елизаветы 1757 года.
На Генеральной карте Земли Войска Донского из «атласа Теврюнникова 1797 года» — на месте хутора указано «хутора Набатовские», что говорит о том что изначально на месте хутора возникло несколько разобщенных казачьих дворов, принадлежавших разным семьям казаков станицы Голубинской.
О возникновении термина «Набатов» есть две версии. Первая состоит в том, что имя буерак Набатов получил от фамилии проживавших казаков станицы Голубинской до Булавинского восстания (1707—1708 гг.). Так, в документе городка Голые за 1703 год значится семья казака Василия Набатова. После восстания Булавина казаки Набатовы в Голубинском юрте не значились, но целая династия казаков Набатовых проживала в станице города Царицына со второй половины 18 века. Вторая версия заключается в следующем: буерак Набатов в изголовье «упирается» в гору «Маяк». Это одно из самых высоких мест в этом регионе. А на левом берегу реки Большая Голубая, на месте хутора Малый Набатов, в 13-14 веках находилось татарское поселение-город. Возможно, на горе «Маяк» и было сооружение, которое для жителей татарского поселения было своеобразным маяком или набатом на случай возникновения угрозы. Били там в набат или что то жгли — неизвестно. Но, может быть буерак и получил такое название «набат», а потом и хутор и Набатовская гора.
В хуторе в начале проживали православные Донские казаки. Но, с начала 19 века в хутор Набатовский стали селиться старообрядцы, которые вскоре составили одну треть населения хутора.
Хуторские атаманы хутора Набатовский: казак Тит Фёдорович Пристансков (1890-е) и казак Павлов (1894 г.)
В период Гражданской войны большинство местных казаков воевало в составе Донской и Добровольческой армий на стороне Белого движения.
С января 1920 года хутор получил официальное название Больше-Набатовский.
Вторая половина 1920-х годов стала массовым переселением в хутор крестьян из центральных губерний и областей.
Примерно в 1930 году в хуторе организован колхоз имени Семена Михайловича Буденного.
В начале 30-х в хуторе построена и начала работать первая начальная школа (первый учитель — Воронин Гавриил Иванович). В хуторе были построены больница, кузня (ремонтная мастерская), мельница, магазин, молодежный клуб, склады и хранилище ГСМ.
Сотня хуторян ушли на защиту Родины в период Великой Отечественной войны. Живыми с войны вернулись лишь единицы.
Июль-август 1942 года, в хуторе находился взвод 10-й Дивизии НКВД, который осуществлял охрану понтонной переправы на левый берег Дона, расположенной недалеко от хутора.
15 августа 1942 года произошла оккупация хутора частями 3-й Румынской армии и 6-й Германской армии. Дома и избы заняли оккупационные войска. Хуторян с семьями выселили из домов и переселили в сараи и хозблоки. В хуторе работала «немецкие» пекарня и колбасная. Около хутора, в степи под открытым небом создан концлагерь из военнопленных Красной Армии и местных жителей (около 300 человек военнопленных).
22 ноября 1942 года состоялось освобождение хутора 3-м Гвардейским Кавалерийским корпусом генерала-майора И. А. Плиева, 14-й Танковой дивизии Красной Армии. Румынские части капитулировали.
Хуторские жители участники Великой Отечественной войны: Вьючнов Василий Андреевич (1910—1998 гг.) и Коннов Николай Петрович (1921—1996 гг.) награждены боевыми орденами «Красная звезда» и медалями.
Сентябрь 1969 года на Набатовской горе, около «Прощенного» кургана, открыто хуторское кладбище. Ранее умерших хоронили в садах собственных участков.
В 1981-82 годы в хуторе построен и проведен водопровод донской воды с 16 колонками.
В 1982 году в хутор переселено 3 семьи с Украины из Одесской области.
В 1985 году в хутор переселено 6 многодетных семей из Чечено-Ингушской республики. В дальнейшем количество семей из Чечни увеличилось.
С хутором был тесно связан хутор Малонабатовский, находившийся на левом берегу реки Большая Голубая.

## Транспорт
Автодорога муниципального значения. Просёлочные дороги.